# Jobs (singolo)
Jobs è un singolo del duo musicale statunitense City Girls, pubblicato il 19 giugno 2020 come primo estratto dal secondo album in studio City on Lock.

## Video musicale
Il video musicale è stato reso disponibile il 19 giugno 2020.

## Tracce
Testi e musiche di Caresha Brownlee, Jatavia Johnson, Adjane Azevedo, George Herrera, Marvin Beauville, Miles McCollum, Nathan Butts e Shawn Pierre.
1. Jobs – 2:01

## Formazione
Musicisti
- City Girls – voci
- Compose – programmazione
- Kiddo Marv – programmazione

Produzione
- Compose – produzione
- Kiddo Marv – produzione
- Salvador Majail – ingegneria del suono
- Colin Leonard – mastering
- Michael "MikFly" Dottin – missaggio

## Classifiche
| Classifica (2020) | Posizione massima |
| ----------------- | ----------------- |
| Stati Uniti       | 103               |